# 阿讷坎
阿讷坎（法語：Annequin，法語發音：[ankɛ̃]）是法国上法蘭西大區加来海峡省的一个市镇，属于贝蒂讷区。

## 地理
阿讷坎（50°30'26"N, 2°43'30"E）面积3.99 平方千米，位于法国上法蘭西大區加来海峡省，该省份为法国北部沿海省份，西北濒北海，南至索姆省，东临北部省。
与阿讷坎接壤的市镇（或旧市镇、城区）包括：费斯蒂贝尔、马赞加尔布、努瓦耶勒-莱韦尔梅勒、萨伊拉布尔斯、伯夫里、康布兰、屈安希。

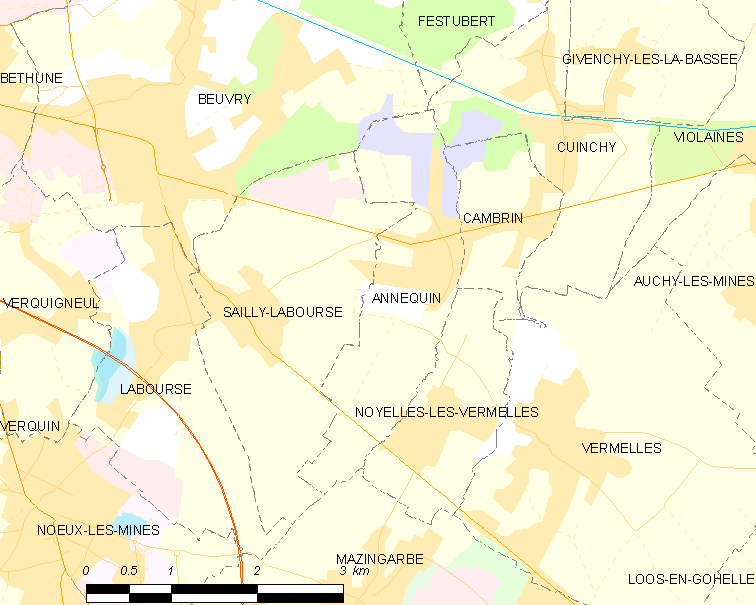
阿讷坎的OSM定位图

阿讷坎的时区为UTC+01:00、UTC+02:00（夏令时）。

## 行政
阿讷坎的邮政编码为62149，INSEE市镇编码为62034。

## 政治
阿讷坎所属的省级选区为杜夫兰县。

## 人口

1962-2008年间阿讷坎人口变化图示

阿讷坎于2022年1月1日时的人口数量为2147人。